# Tallaperla cornelia
Tallaperla cornelia är en bäcksländeart som först beskrevs av James George Needham och L.W. Smith 1916.  Tallaperla cornelia ingår i släktet Tallaperla och familjen Peltoperlidae. Inga underarter finns listade i Catalogue of Life.